# جودي كلاب
جوديث كلاب وتُعرف اختصارا بـ جودي كلاب من مواليد عام 1930، هي عالمة كمبيوتر أمريكية بدأت حياتها المهنية في معهد ماساتشوستس للتكنولوجيا وانتقلت بعد ذلك إلى مختبر لينكولن ثم مختبر ميتري حيث كانت تشارك في مشروع عسكري يستند إلى التكنولوجيا وعلوم الحاسوب بما في ذلك تطوير الأسلحة العسكرية من خلال الكمبيوتر.

## النشأة والتعليم
ولدت كلاب في 1930 وتربت في لونغ آيلاند في نيويورك. حصلت على درجة البكالوريوس في الفيزياء عام 1951 من كلية سميث ثم درجة الماجستير في العلوم التطبيقية (الذي وصفته بأنه أقرب ما يكون إلى علوم الكمبيوتر في ذلك الوقت) في عام 1952 من كلية رادكليف، ثم تابعت بحثها ودراساتها في جامعة هارفارد.

## المسيرة المهنية
بعد تخرجها من جامعة رادكليف؛ بدأت كلاب العمل في معهد ماساتشوستس للتكنولوجيا وكانت المرأة الوحيدة من بين أوائل المبرمجين الذين عملوا على جهاز الكمبيوتر في تطوير برامج وتطبيقات مختلفة.؛ كما عملت على تطوير بعد المعدات والآلات العسكرية بالاعتماد على البرمجة كان بتكليف من بحرية الولايات المتحدة التي مولتها في وقت لاحق إلى جانب القوات الجوية ومولت مشاريعها بهدف التوصل لجهاز تحطم يُطلق عن بعد. واصلت كلاب العمل على المشروع بالرغم من نقلها لمختبر لينكولن في وقت لاحق ومن ثم انضمت لشركة ميتري، لتصبح في نهاية المطاف كبيرة رؤساء أنظمة البرمجيات ومهندسة رفيعة الميتوى في مختبر ميتري التابع لنفس الشركة. بعد انتهاء مشروع تطوير آلات عن بعد واصلت كلاب العمل في إدارة مختبر ميتري كما ساعدت وزارة الدفاع بعدما انضمت إلى الفريق العامل الذي نجح في تطوير لغة البرمجة أيدا.

## تراث
تُعتبر كلاب اليوم من أهم مؤسسي ومطوري برامج الهندسة. وسبق لها وأن شاركت في تأسيس أوائل المنظمات المهنية النسائية التي دعت إلى تمكين المرأة من ولوج عالم الحوسبة واعتُرف بها في وقت لاحق كرائدة وقائدة ومساهمة في سد الفجوة بين الجنسين في ميدان الحوسبة. حصلت كلاب على جائزة الإنجاز من جمعية المهندسات في عام 2001. وفي عام 2005 نالت ميدالية كلية سميث اعترافا بمساهماتها الكبيرة في مجال الهندسة والبرمجة.